# Jörg Schmidt (Politiker, 1963)
Jörg Schmidt (* 26. Juni 1963 in Bonn) ist ein deutscher Diplom-Verwaltungswirt und Kommunalpolitiker (CDU). Seit 2020 ist er Bürgermeister der Gemeinde Wachtberg.

## Leben
Nach dem Fachabitur auf der Höheren Handelsschule begann Schmidt 1982 eine Verwaltungslaufbahn bei der Bonner Stadtverwaltung; erst im Schulamt, ab 1990 im Personalamt und zuletzt von 2007 bis zu seiner Wahl zum Bürgermeister 2020 als Abteilungsleiter im Finanzdezernat.
Schmidt ist verheiratet und hat zwei Kinder. Er lebt seit 1990 in Wachtberg, zunächst in Pech und inzwischen in Adendorf.

## Politik
Jörg Schmidt trat 2013 der CDU bei. 2014 wurde er erstmals in den Wachtberger Gemeinderat gewählt und leitete von 2014 bis Ende 2018 den CDU-Stadtverband.
Zur Kommunalwahl 2020 kandidierte er als Kandidat für das Amt des Bürgermeisters von Wachtberg, nachdem er sich in einer parteiinternen Abstimmung der CDU-Mitglieder mit einer Stimme Vorsprung durchsetzen konnte. Im ersten Wahlgang am 13. September erhielt er 45,38 % der Stimmen und zog damit in die Stichwahl gegen SPD-Amtsinhaberin Renate Offergeld ein, die 30,24 % erreichte. Die Stichwahl am 27. September gewann er mit 62,01 %, sein neues Amt trat er am 1. November an.
Entgegen der geltenden Priorisierung wurde er bereits Anfang 2021 gegen Covid-19 geimpft.